# سفارة البرازيل في النمسا
سفارة البرازيل في النمسا هي أرفع تمثيل دبلوماسي لدولة البرازيل لدى النمسا. تقع السفارة في فيينا وهي تهدف لتعزيز المصالح البرازيلية في النمسا.

## وصلات خارجية
- قائمة سفارات البرازيل
- قائمة السفارات في النمسا